# Bloch MB.200
O MB.200 foi um bombardeiro bimotor monoplano francês dos anos 30 designado e produzido pela Société des Avions Marcel Bloch, e também teve produção sob licença na Tchecoslováquia, ficou obsoleto e foi largamente substituído logo no início da Segunda Guerra Mundial.

## História
O MB.200 foi designado após um requerimento emitido em 1932 para um bombardeiro diurno/noturno para equipar a Força Aérea Francesa. Tinha padrão de asas altas monoplano cantiléver todo em metal, foram utilizados motores radiais refrigerados a ar Gnome-Rhône 14Kirs de quatorze cilindros. Ele tinha roda de cauda fixa e o cockpit era totalmente fechado. Metralhadoras defensivas foram instaladas no nariz, no dorso e em uma gôndola sob a aeronave.
Os primeiros três protótipos voaram em 26 de junho de 1933. Como um dos vencedores do requerimento (o outro foi o Farman F.221), um pedido inicial de 30 MB.200 foi realizado em 1 de janeiro de 1934, entrando em serviço mais tarde daquele ano. Outras encomendas foram feitas e o MB.200 equipou 12 esquadrões franceses até o final de 1935. A produção na França totalizou mais de 208 aeronaves (4 da Bloch, 19 da Breguet, 19 da Loire, 45 da Hanriot, 10 da SNCASO e 111 da Potez.
|  |

## Variantes
- MB.200.01 - simples protótipo
- MB.200B.4 - versão de produção principal com dois motores Gnome-Rhône 14Kirs
- MB.201 - com motores Hispano-Suiza 12Ybrs
- MB.202 - com quatro motores Gnome-Rhône 7Kdrs
- MB.203 - com dois motores diesel Clerget 14F

## Operadores
- Alemanhasta - capturado
- Bulgária - 12 MB.200 ex-tchecoslovácos adquiridas da Alemanha em 1939 usados como treinadores.[nota 4]
- Espanha[nota 5]
- França